# Рио-де-Оро (Колумбия)
Рио-де-Оро (исп. Río de Oro) — город и муниципалитет на северо-востоке Колумбии, на территории департамента Сесар.

## История
Поселение из которого позднее вырос город было основано 1 октября 1658 года.

## Географическое положение

Муниципалитет Рио-де-Оро

Город расположен в юго-восточной части департамента, в гористой местности массива Восточная Кордильера, на расстоянии приблизительно 238 километров к юго-юго-западу (SSW) от Вальедупара, административного центра департамента. Абсолютная высота — 1150 метров над уровнем моря.

Муниципалитет Рио-де-Оро граничит на севере с муниципалитетом Гонсалес и территорией департамента Северный Сантандер, на юге — с муниципалитетом Сан-Мартин, на западе — с муниципалитетом Агуачика, на востоке — с территорией департамента Северный Сантандер. Площадь муниципалитета составляет 616 км².

## Население
По данным Национального административного департамента статистики Колумбии, совокупная численность населения города и муниципалитета в 2012 году составляла 14 169 человек.
Динамика численности населения муниципалитета по годам:
| 2005   | 2006   | 2007   | 2008   | 2009   | 2010   | 2011   | 2012   |
| ------ | ------ | ------ | ------ | ------ | ------ | ------ | ------ |
| 14 406 | 14 377 | 14 347 | 14 315 | 14 281 | 14 245 | 14 208 | 14 169 |

Согласно данным переписи 2005 года мужчины составляли 51,8 % от населения Рио-де-Оро, женщины — соответственно 48,2 %. В расовом отношении белые и метисы составляли 99,7 % от населения города; негры, мулаты и райсальцы — 0,3 %.
Уровень грамотности среди всего населения составлял 75,8 %.

## Экономика
Основу экономики Рио-де-Оро составляет сельскохозяйственное производство.

59,2 % от общего числа городских и муниципальных предприятий составляют предприятия торговой сферы, 32,3 % — предприятия сферы обслуживания, 7,7 % — промышленные предприятия, 0,8 % — предприятия иных отраслей экономики.